# 1097
سنة 1097 كانت سنة بسيطة تبدأ يوم الخميس (الرابط يظهر نموذج التقويم الكامل للسنة) من التقويم اليولياني.

## أحداث

### حسب المكان

#### الحملة الصليبية الأولى
- 14 مايو : حصار نيقية، بدأ الصليبيون حملتهم بحصار نيقية (عاصمة سلطنة روم)، وقاموا بتوزيع قواتهم على أقسام مختلفة من الأسوار المحصنة جيداً بـ 200 برج. وفي النهاية تقدم الأتراك السلاجقة، لكنهم تعرضوا للهزيمة على يد قوات ريمون الرابع وروبرت الثاني.
- 19 يونيو : الأتراك السلاجقة يسلمون نيقية للصليبيين بعد حصار دام شهراً.
- 1 يوليو : حدثت معركة ضورليم (1097)، حيث هاجم الصليبيون بقيادة جودفري أوف بوالون القصر الإمبراطوري البيزنطي في بلاشيرني، وقد انضمت القوات النورماندية بقيادة بوهيموند الأول إلى الصليبيين وهو غير مرحب به في القسطنطينية لأن والده روبرت جيسكارد غزا إليريا (منطقة تابعة للإمبراطورية البيزنطية)، واستولى على مدينتي دراس وكورفو.

#### أوروبا
- أبريل/مايو : معركة جبل جفوزد، وهي محاولة من الجيش المجري لعبور نهر درافا للسيطرة على مملكة كرواتيا.
- المرابطين يشنون حملة جديدة في الأندلس، ويتم تسمية قائدها يوسف بن تاشفين بلقب "أمير المسلمين".
- 15 أغسطس : انهزام الجيش القشتالي والليوني (حوالي 30 ألف مقاتل) على يد المرابطين.
- خلع الملك دونالد الثالث ملك إسكتلندا من قبل ابن أخيه إدغار بعد حكم دام 4 سنوات.
- بناء قاعة ويستمينستر بناءً على أوامر ويليام الثاني ملك إنجلترا، وهي قاعة مخصصة لإقامة الولائم والمراسم والتتويجات الملكيَّة التي تقام قرب دير وستمنستر.

## مواليد
- 15 مارس - فوجيوارا نو تاداميتشي، نبيل ياباني (توفي 1164).
- 5 نوفمبر - أندريه دي مونتبارد، نبيل فرنسي (توفي 1156).
- عين القضاة الهمداني، قاضٍ سلجوقي وفيلسوف (توفي 1131).
- سيسيل من فرنسا، أمير فرنسية وكونتيسة طرابلس (توفيت 1145).
- كونراد الأول (العظيم)، مرغريف مايسن (توفي 1157 تقريباً).
- محمد بن بزرك اميد، سيد قلعة ألموت وزعيم النزارية (توفي 1162).
- أبو النجيب السهروردي، عالم فارسي وصوفي (توفي 1168).
- أبو الحسن البيهقي، عالم وخراساني من أصل عربي (توفي 1169).

## وفيات
- أسماء بنت شهاب.
- أنوش طغين غارتشاي.
- أودو دي بايو.
- برانجيه ريموند الثاني.
- نزار المصطفى لدين الله.
- هونجونغ ملك غوريو.
- هيرمان هوتفيل.
- المبشر بن فاتك